# Konstantin Kalinin

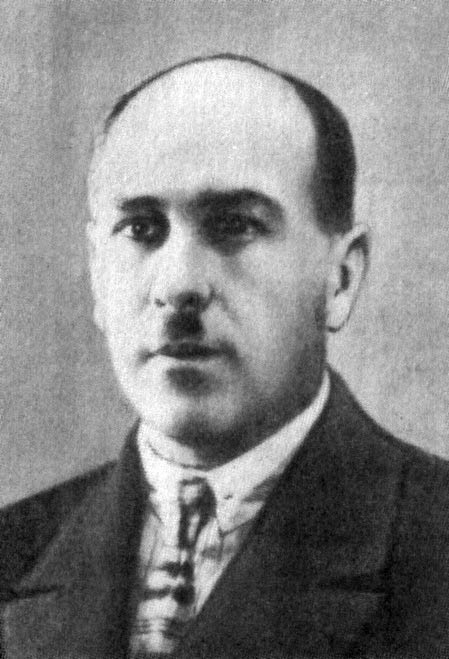
Konstantin Alekseevich Kalinin.

Konstantin Alekseevich Kalinin (en ruso: Калинин Константин Алексеевич), nació el 17 (29) de diciembre de 1889 en Varsovia, Imperio ruso, y fue asesinado por el gobierno socialista de Stalin, sea el 24 de octubre de 1938 o el 21 de abril de 1940, en Vorónezh. Fue un aviador de la Primera Guerra Mundial y diseñador de aeronaves en la Unión Soviética.
Nacido en una familia rusa en Varsovia, Kalinin se graduó de la Escuela Militar de Odesa en 1912, de la Escuela de Aviación Militar de Gatchina en 1916 y del Instituto Politécnico de Kiev en 1925. Después del Tratado de Brest-Litovsk, se hizo piloto y comandante durante el gobierno del Directorio ucraniano.
Se hizo miembro del Partido Comunista de la Unión Soviética (bolcheviques) en 1927. En 1926, organizó y encabezó una agencia de diseño de la aviación en Járkov. Diseñó las aeronaves Kalinin K-4, Kalinin K-5, Kalinin K-7 y Kalinin K-12. El K-7, que se estrelló en el aeropuerto de Járkov, podría haber sido el mayor avión del mundo.
Kalinin fue ejecutado en 1938 durante las purgas estalinistas organizadas por el líder Socialista supremo, Iósif Stalin. Según documentos soviéticos, murió en 1940.
Kalinin fue uno de los fundadores y primeros profesores del Instituto de Aviación de Járkov. Durante su membresía en el Partido Comunista le otorgaron la Orden de la Bandera Roja del Trabajo.